# Sejmik Województwa Łódzkiego
Sejmik Województwa Łódzkiego – organ stanowiący i kontrolny samorządu województwa łódzkiego. Istnieje od 1998 roku. Obecna, VII kadencja Sejmiku, trwa w latach 2024–2029.
Sejmik Województwa Łódzkiego składa się z 33 radnych, wybieranych w województwie łódzkim w wyborach bezpośrednich na kadencje trwające 5 lat (w latach 1998–2018 kadencja trwała 4 lata).
Siedzibą sejmiku województwa jest Łódź.
Przewodniczącym Sejmiku Województwa Łódzkiego jest Małgorzata Grabarczyk, a marszałkiem województwa łódzkiego Joanna Skrzydlewska.

## Wybory do Sejmiku
Radni do Sejmiku Województwa Łódzkiego są wybierani w wyborach co 5 lat (do 2018 co 4) w pięciu okręgach wyborczych, które nie mają swoich oficjalnych nazw. Zasady i tryb przeprowadzenia wyborów określa odrębna ustawa. Skrócenie kadencji sejmiku może nastąpić w drodze referendum wojewódzkiego.
| Okręg | Liczba radnych | Miasta na prawach powiatu | Powiaty                                                                                       |
| ----- | -------------- | ------------------------- | --------------------------------------------------------------------------------------------- |
| 1     | 8              | Łódź                      | brak                                                                                          |
| 2     | 5              | brak                      | kutnowski, łowicki, łęczycki, zgierski                                                        |
| 3     | 8              | brak                      | łaski, pabianicki, pajęczański, poddębicki, sieradzki, wieluński, wieruszowski, zduńskowolski |
| 4     | 7              | Piotrków Trybunalski      | bełchatowski, łódzki wschodni, piotrkowski, radomszczański                                    |
| 5     | 5              | Skierniewice              | brzeziński, opoczyński, rawski, skierniewicki, tomaszowski                                    |

## Organizacja Sejmiku
Sejmik tworzy 36 radnych, wybierających spośród siebie przewodniczącego i 3 wiceprzewodniczących. Radni pracują w następujących tematycznych komisjach:
Komisja Bezpieczeństwa i Porządku Publicznego
Komisja Budżetu i Finansów
Komisja Kontaktów z Zagranicą i Współpracy Regionalnej
Komisja Nauki, Kultury i Sportu
Komisja Ochrony Rodziny i Polityki Społecznej
Komisja Ochrony Zdrowia
Komisja Rewizyjna
Komisja Rolnictwa i Ochrony Środowiska
Komisja Rozwoju Regionalnego, Gospodarki Przestrzennej, Transportu i Komunikacji
Komisja Statutowo-Regulaminowa

## Radni Sejmiku (stany na koniec kadencji)

### I kadencja (1998–2002)
SLD: 24 
     PS: 9 
     UW: 3 
     AWS: 19 
Lista radnych
Wybrani z list Sojuszu Lewicy Demokratycznej:
- Anna Adamska, Dorota Biskupska-Neidowska, Arkadiusz Ciach, Waldemar Grażka, Jerzy Jarecki, Jerzy Jędrzejewski, Jerzy Kowalski, Marek Krysiak, Krzysztof Kubasiewicz, Renata Kubik, Krzysztof Kurzawa, Jerzy Leszczyński, Waldemar Matusewicz (niezależny), Alfred Matuszewski, Janusz Niewiadomski, Mirosław Olejniczak, Stefania Radzikowska, Andrzej Rek, Tadeusz Rozpara, Anna Strzechowska, Henryk Szafranowski, Waldemar Śliwkiewicz, Mieczysław Teodorczyk

Wybrani z list Akcji Wyborczej Solidarność:
- Andrzej Adamowicz (Zjednoczenie Chrześcijańsko-Narodowe), Marek Cieślak, Tadeusz Dąbrowski, Kazimierz Filipiak (Ruch Społeczny), Andrzej Kern (ZChN), Anna Kowalska, Marek Kowalik, Krzysztof Krawczyk, Waldemar Krenc, Michał Krzak, Mirosław Kukliński (Platforma Obywatelska), Jacek Nowacki, Jerzy Olejniczak, Andrzej Olszewski (Sojusz Lewicy Demokratycznej – Unia Pracy /?/), Bogdan Osiński (RS), Marek Pyka (Stronnictwo Konserwatywno-Ludowe – Ruch Nowej Polski), Janina Skibicka, Marek Skrzypiński, Grzegorz Stępiński (Forum Obywatelskie)

Wybrani z list Przymierza Społecznego:
- Ewa Biskupska-Najdowska, Andrzej Charzewski (Polskie Stronnictwo Ludowe), Edward Gnat (PSL), Wiesław Gołębiewski (PSL), Marian Łabędzki (PSL), Stanisław Olas (PSL), Krystyna Ozga (PSL), Jan Sachrajda (PSL), Wiesław Stasiak (PSL)

Wybrani z list Unii Wolności:
- Jacek Białczak, Ryszard Bonisławski, Maria Dmochowska

### II kadencja (2002–2006)
SLD-UP: 12 
     Samoobrona: 10 
     PSL: 6 
     POPiS: 2 
     LPR: 6 
Prezydium
- Przewodniczący: Jan Darnowski
  - Wiceprzewodniczący: Artur Bagieński
  - Wiceprzewodniczący: Kazimierz Maruszewski

Kluby i koło radnych
- Sojusz Lewicy Demokratycznej – 8 radnych:
  - Anna Adamska, Stanisław Boczek, Jan Darnowski, Wiesław Garstka, Maciej Górski, Kazimierz Maruszewski, Anna Strzechowska, Mieczysław Teodorczyk
- Samoobrona Rzeczpospolitej Polskiej – 7 radnych:
  - Aneta Krawczyk, Wiesława Elżbieta Maciejewska, Jolanta Mitka, Bogusław Olejniczak, Jacek Popecki, Jarosław Rutkowski, Stanisław Wiszniewski
- Polskie Stronnictwo Ludowe – 6 radnych:
  - Artur Bagieński, Edward Gnat, Wiesław Kosonóg, Stanisław Olas, Wiesław Stasiak, Stanisław Witaszczyk
- Liga Polskich Rodzin – 6 radnych:
  - Paweł Andrzejewski, Jadwiga Beda, Marian Kot, Michał Król, Grzegorz Lorek, Marek Ratuszniak
- Klub Aktywnych Radnych – 4 radnych:
  - Jarosław Berger, Dorota Biskupska-Neidowska, Leszek Konieczny, Andrzej Olszewski
- Inicjatywa Rozsądnych Polaków – 2 radnych (obaj Inicjatywa Rzeczypospolitej Polskiej):
  - Zbigniew Łuczak, Mariusz Mazurek
- Niezrzeszeni – 3 radnych:
  - Włodzimierz Fisiak (Platforma Obywatelska)
  - Włodzimierz Janik (Łódzkie Porozumienie Obywatelskie)
  - Michał Kasiński (Chrześcijański Ruch Samorządowy)

### III kadencja (2006–2010)
LiD: 4 
     Samoobrona: 4 
     PSL: 6 
     PO: 10 
     PiS: 12 
Prezydium
- Przewodniczący: Marek Mazur
  - Wiceprzewodniczący: Marek Grynkiewicz
  - Wiceprzewodniczący: Michał Kaczmarek
  - Wiceprzewodniczący: Grzegorz Michalak

Kluby i koła radnych
- Platforma Obywatelska – 16 radnych:
  - Sylwia Adamczewska, Marek Cieślak, Krzysztof Dudek, Włodzimierz Fisiak, Marek Grynkiewicz, Elżbieta Hibner, Michał Kaczmarek, Jan Kałużny, Tomasz Kupis, Anna Mizgalska-Dąbrowska, Jerzy Olejniczak, Wiktor Olszewski, Waldemar Przyrowski, Agata Sadowska, Franciszek Widera, Jan Wojtera
- Prawo i Sprawiedliwość – 6 radnych:
  - Piotr Grabowski, Anna Kamińska, Grzegorz Michalak, Jan Rożenek, Jerzy Stasiak, Witold Witczak
- Polskie Stronnictwo Ludowe – 6 radnych:
  - Artur Bagieński, Andrzej Chowis, Edward Gnat, Zygmunt Kocimowski, Marek Mazur, Elżbieta Nawrocka
- Lewica – 3 radnych (wszyscy Sojusz Lewicy Demokratycznej):
  - Krzysztof Makowski, Irena Nowacka, Mieczysław Teodorczyk
- Samoobrona Rzeczpospolitej Polskiej – 2 radnych:
  - Piotr Kociołek, Cezary Łyżwiński
- Prawica Rzeczypospolitej – 2 radnych:
  - Paweł Kwaśniak, Wojciech Walczak

### IV kadencja (2010–2014)
SLD: 6 
     PSL: 7 
     PO: 13 
     PiS: 10 
Prezydium
- Przewodniczący: Marek Mazur
  - Wiceprzewodniczący: Anna Grabek
  - Wiceprzewodniczący: Włodzimierz Kula
  - Wiceprzewodniczący: Mieczysław Teodorczyk

Kluby i koło radnych
- Platforma Obywatelska – 13 radnych:
  - Sylwia Adamczewska, Marcin Bugajski, Włodzimierz Fisiak (Polska Razem), Świętosław Gołek, Jakub Jędrzejczak, Cezary Krawczyk, Włodzimierz Kula, Anna Rabiega, Ilona Rafalska, Dorota Ryl, Witold Stępień, Jolanta Szymańska, Bożena Ziemniewicz
- Prawo i Sprawiedliwość – 8 radnych:
  - Radosław Gajda, Anna Grabek, Piotr Grabowski, Monika Kilar-Błaszczyk, Iwona Koperska, Halina Rosiak, Witold Witczak, Marek Włóka
- Polskie Stronnictwo Ludowe – 7 radnych:
  - Artur Bagieński, Andrzej Chowis, Andrzej Górczyński, Dariusz Klimczak, Marek Mazur, Elżbieta Nawrocka, Wiesław Stasiak
- Sojusz Lewicy Demokratycznej – Unia Pracy – 3 radnych:
  - SLD – Andrzej Barański, Mieczysław Teodorczyk
  - UP – Ewa Kralkowska
- Lewica Samorządowa – 3 radnych:
  - Wiesław Garstka, Danuta Kałuzińska, Irena Nowacka
- Koło Niezależne – 2 radne:
  - Agata Grzeszczyk, Anna Kamińska

### V kadencja (2014–2018)
SLD Lewica Razem: 1 
     PO: 10 
     PSL: 10 
     PiS: 12 
Prezydium
- Przewodniczący: Marek Mazur
  - Wiceprzewodniczący: Krzysztof Ciebiada
  - Wiceprzewodniczący: Włodzimierz Kula
  - Wiceprzewodniczący: Dorota Ryl

Kluby radnych
- Prawo i Sprawiedliwość – 11 radnych:
  - Piotr Adamczyk, Robert Baryła (Solidarna Polska), Krzysztof Ciebiada, Włodzimierz Fisiak (Porozumienie), Anna Grabek, Piotr Grabowski, Iwona Koperska, Michał Król, Halina Rosiak, Błażej Spychalski, Marek Włóka
- Platforma Obywatelska – 10 radnych:
  - Marcin Bugajski, Arkadiusz Gajewski, Włodzimierz Kula, Tomasz Piotrowski, Anna Rabiega, Ilona Rafalska, Dorota Ryl, Joanna Skrzydlewska, Witold Stępień, Bożena Ziemniewicz
- Polskie Stronnictwo Ludowe – 8 radnych:
  - Artur Bagieński, Andrzej Chowis, Dariusz Klimczak, Marek Mazur, Wiesław Stasiak, Dariusz Szpakowski, Stanisław Witaszczyk, Jolanta Zięba-Gzik
- Niezrzeszeni – 3 radnych:
  - Piotr Bors (Sojusz Lewicy Demokratycznej)
  - Andrzej Górczyński (Porozumienie)
  - Beata Ozga-Flejszer (PiS)

### VI kadencja (2018–2024)
KO: 12 
     PSL: 4 
     PiS: 17 
Prezydium
- Przewodniczący: Iwona Koperska
  - Wiceprzewodniczący: Zbigniew Linkowski
  - Wiceprzewodniczący: Aneta Niedźwiecka

Kluby radnych
- Prawo i Sprawiedliwość – 18 radnych:
  - Piotr Adamczyk, Alicja Antczak, Janusz Ciesielski, Beata Dróżdż, Włodzimierz Fisiak, Edward Kiedos (Suwerenna Polska), Iwona Koperska, Paweł Kowalczyk, Zbigniew Linkowski, Aneta Niedźwiecka, Beata Ozga-Flejszer, Dariusz Rogut, Halina Rosiak, Marlena Sagan, Ewa Wendrowska (Suwerenna Polska), Dorota Więckowska, Waldemar Wojciechowski, Zbigniew Ziemba
- Koalicja Obywatelska – 8 radnych:
  - Platforma Obywatelska – Marcin Bugajski, Arkadiusz Gajewski, Anna Rabiega, Katarzyna Sadowska, Edyta Strumian, Bożena Ziemniewicz
  - Nowoczesna – Iwona Lewandowska
  - Paulina Ciepłucha
- Polskie Stronnictwo Ludowe – 3 radnych:
  - Artur Bagieński, Andrzej Chowis, Elżbieta Nawrocka
- Niezrzeszeni – 1 radny:
  - Paweł Drążczyk (niezależny, poprzednio Polska 2050)

### VII kadencja (2024–2029)
Lewica: 1 
     KO: 12 
     TD: 4 
     PiS: 16 
Prezydium
- Przewodniczący: Małgorzata Grabarczyk
  - Wiceprzewodniczący: Piotr Bors
  - Wiceprzewodniczący: Magdalena Spólnicka
  - Wiceprzewodniczący: Magdalena Werstak

Kluby radnych
- Prawo i Sprawiedliwość – 16 radnych:
  - Piotr Adamczyk, Janusz Ciesielski, Beata Dróżdż, Edward Kiedos, Michał Król, Zbigniew Linkowski, Maciej Łuczak, Aneta Niedźwiecka, Beata Ozga-Flejszer, Dariusz Rogut, Marlena Sagan, Grzegorz Schreiber, Ewa Wendrowska, Dorota Więckowska, Waldemar Wojciechowski, Konrad Zyberyng
- Koalicja Obywatelska – 12 radnych:
  - Platforma Obywatelska – Hanna Gill-Piątek, Małgorzata Grabarczyk, Monika Malinowska-Olszowy, Maciej Riemer, Joanna Skrzydlewska, Magdalena Spólnicka, Magdalena Werstak, Wojciech Ziółkowski
  - Nowoczesna – Justyna Kulig
  - Tomasz Karauda, Jacek Sokalski, Maciej Sulgan
- PSL-PL2050 – 4 radnych:
  - Polskie Stronnictwo Ludowe – Artur Bagieński, Adam Nowak, Piotr Wojtysiak
  - Polska 2050 – Agnieszka Ryś
- Niezrzeszeni – 1 radny:
  - Piotr Bors (Nowa Lewica)

## Oficjalne wyniki wyborów do Sejmiku

### 1998[16]
|  | Komitet wyborczy             | Mandaty |
|  | ---------------------------- | ------- |
|  | Sojusz Lewicy Demokratycznej | 24      |
|  | Akcja Wyborcza Solidarność   | 19      |
|  | Przymierze Społeczne         | 9       |
|  | Unia Wolności                | 3       |
|  | Razem                        | 55      |

### 2002[17]
|  | Komitet wyborczy                               | Mandaty |
|  | ---------------------------------------------- | ------- |
|  | Sojusz Lewicy Demokratycznej – Unia Pracy      | 12      |
|  | Samoobrona Rzeczpospolitej Polskiej            | 10      |
|  | Polskie Stronnictwo Ludowe                     | 6       |
|  | Liga Polskich Rodzin                           | 6       |
|  | Platforma Obywatelska – Prawo i Sprawiedliwość | 2       |
|  | Razem                                          | 36      |

### 2006[18]
|  | Komitet wyborczy                    | Mandaty |
|  | ----------------------------------- | ------- |
|  | Prawo i Sprawiedliwość              | 12      |
|  | Platforma Obywatelska               | 10      |
|  | Polskie Stronnictwo Ludowe          | 6       |
|  | Lewica i Demokraci                  | 4       |
|  | Samoobrona Rzeczpospolitej Polskiej | 4       |
|  | Razem                               | 36      |

### 2010[19]
|  | Komitet wyborczy             | Mandaty |
|  | ---------------------------- | ------- |
|  | Platforma Obywatelska        | 13      |
|  | Prawo i Sprawiedliwość       | 10      |
|  | Polskie Stronnictwo Ludowe   | 7       |
|  | Sojusz Lewicy Demokratycznej | 6       |
|  | Razem                        | 36      |

### 2014[20]
|  | Komitet wyborczy           | Mandaty |
|  | -------------------------- | ------- |
|  | Prawo i Sprawiedliwość     | 12      |
|  | Polskie Stronnictwo Ludowe | 10      |
|  | Platforma Obywatelska      | 10      |
|  | SLD Lewica Razem           | 1       |
|  | Razem                      | 33      |

### 2018[21]
|  | Komitet wyborczy           | Mandaty |
|  | -------------------------- | ------- |
|  | Prawo i Sprawiedliwość     | 17      |
|  | Platforma Obywatelska      | 12      |
|  | Polskie Stronnictwo Ludowe | 4       |
|  | Razem                      | 33      |

### 2024[22]
|  | Komitet wyborczy       | Mandaty |
|  | ---------------------- | ------- |
|  | Prawo i Sprawiedliwość | 16      |
|  | Koalicja Obywatelska   | 12      |
|  | Trzecia Droga          | 4       |
|  | Lewica                 | 1       |
|  | Razem                  | 33      |